# École vaticane de bibliothéconomie
L'École Vaticane de bibliothéconomie est une école supérieure de Sciences  Bibliothéconomiques diplômante basée au Vatican qui a été fondée en 1934 par la volonté du pape Pie XI; Ce dernier était auparavant bibliothécaire à la Bibliothèque Ambrosienne puis préfet de la Bibliothèque apostolique vaticane. L'école vise à former du personnel compétent pour gérer une bibliothèque selon des critères les plus récents.

## Description et Histoire
Le premier cours fut donné en 1934-1935 ; il fut inauguré par Monseigneur Eugène Tisserant, alors préfet de la Bibliothèque apostolique du Vatican. La formation des élèves portait sur la conservation et la restauration des ouvrages patrimoniaux, l'organisation du service de prêt et le catalogage des imprimés.

### Catalogage des Imprimés
Dans la décennie de 1925-1935, la Bibliothèque apostolique du Vatican, grâce à l'adoption, en 1931, de "règles de catalogage", a été équipée d'un fichier bibliographique qui est demeuré l'outil de consultation fondamental ayant servi au développement du système de catalogage informatisé actuel.
Dès 1931 un groupe de travail international est mis en place dont les conclusions ont été rédigées et publiées. Ce groupe de bibliothécaires est dirigé par John Ansteinsson, alors bibliothécaire de la Norges Tekniske Høgskole de l'Université norvégienne des sciences et de technologie de Trondheim. Les "normes" appliquées s'inspiraient du système de catalogage anglo-américain des livres imprimés mais avaient été adaptées au catalogage de documents religieux: C'est alors que les ouvrages demandés étaient rendus disponibles non plus en une journée, mais en une demi-heure.
Celui qui allait devenir le Cardinal Eugène Tisserant se consacre entre 1930 et 1936 à la section des imprimés ; il devient alors préfet aux côtés du cardinal Giovanni Mercati, lui-même préfet depuis 1919. De 1929 à sa mort en 1934, le Cardinal bibliothécaire jésuite Franz Ehrle est en fonction. Quant aux assistants bibliothécaires on note la présence de Igino Giordani, Gerardo Bruni, Carmelo Scalia et Enrico Benedetti (bibliothécaire), auxquels viennent s'ajouter Riccardo Matta, Giuseppe Graglia (bibliothécaire) et Nello Vian. L'ensemble des bibliothécaires et assistants avaient été envoyés, en stage, dans des bibliothèques aux États-Unis.

### L'école des premières années
L'école est née précisément pour former des bibliothécaires à même de procéder à un catalogage rigoureux selon les "normes" internationale. Le programme comprend alors deux cours : "Catalogage et classification" assuré par le professeur Igino Giordani et "Bibliographie et organisation générale des services d'une bibliothèque" par le professeur Nello Vian.
Dans un premier temps, le catalogage a été organisé par sujet. Les autres tâches sur lesquelles les élèves sont ensuite formés portent sur les "acquisitions" et la "communication" des documents aux chercheurs. Les cours normalement d'une heure sont donnés les jeudis, de novembre à juin. Des exercices étaient rajoutés dans l'après-midi.
Au cours de l'année universitaire 1938-1939, le nombre de matières augmente. La Bibliographie et l'histoire du livre sont ajoutées. Les heures de cours ainsi que les exercices de l'après-midi doublent. De nouveaux enseignants arrivent notamment Lamberto Donati, Luigi Michelini Tocci, Niccolò Del Re, Romeo De Maio, Carlo Federici et d'autres encore.
Durant les sept premières années, 424 étudiants passent par l'école mais les diplômés ne sont que 200. Dans ces années, les étudiants viennent d'Italie, d'Espagne, de pays d'Amérique latine, d'Europe continentale, en particulier de France, d'Allemagne, de Belgique et de Hollande mais aussi d'Amérique du Nord et de pays slaves. Plus récemment, des élèves d'autres pays du Moyen-Orient, d'Afrique, d'Inde, de Chine, de Corée et du Vietnam se présentent. Dès le début, des laïcs, hommes et femmes sont admis aux côtés des ecclésiastiques. Toutefois le caractère sélectif de l'école s'est accru puisqu'en 2019 on compte 30 étudiants seulement et en 2020, 26 admis.

### Les trois localisations de l'École
L'École Vaticane de Bibliothéconomie a changé trois fois de site. Dans les premières années, les élèves étaient logés au sein même des bureaux de la bibliothèque. C'est le  pape Pie XII qui inaugure le premier site de l'école en 1941.
Bien plus tard, en 1977-1978, une nouvelle salle de classe - avec entrée par le Cortile del Belvedere - est inaugurée à partir de l'année scolaire 1977-1978. Cette salle disposait de 100 places et se trouvait dotée d'une vitrine pour l'exposition de documents précieux et utiles pour l'enseignement (manuscrits,  incunabula rares, répertoires bibliographiques, objets de musée, etc...). Des terminaux informatiques sont installés et connectés au système de catalogage informatisé de la Bibliothèque du Vatican. Par ailleurs, la salle disposait de projecteurs pour films, de bandes vidéo, diapositives et de transparents. A ce moment, Monseigneur Paul Canart, puis le Canadien Monseigneur Leonard Eugène Boyle  (1923–1999) sont les responsables de l'école.
Au cours des années 1990, des projets avancés en technologie sont développés pour la réalisation du catalogage informatique et depuis 1999, seuls les étudiants titulaires d'au moins un grade ou d'un diplôme équivalent à quatre années d'études supérieures sont admis à l'école. À partir de l'année scolaire 2002-2003, un nouvel emplacement est affecté à l'école qui se trouve désormais au rez-de-chaussée du Palazzo San Paolo, à la via della Conciliazione. La salle informatisée équipée de quarante-huit postes est reliée au système central de la Bibliothèque du Vatican. Le nouveau site dispose de deux salles de classe, désormais plus petites : l'une pour la bibliothèque professionnelle, l'autre pour accueillir les thèses bibliographiques des étudiants.

## Organisation
- Conseil Présidentiel de l'École
  - Le très révérend Card. José Tolentino de Mendonça, archiviste de la SRC.
  - Son Excellence Mgr Sergio Pagano, Préfet des Archives Apostoliques du Vatican.
  - Son Excellence Don Mauro Montovani, SDB, Préfet de la Bibliothèque apostolique vaticane.

- Direction & Administration
  - Don Mauro Montovani, SDB, Directeur et Préfet de la bibliothèque vaticane.
  - M. Antonio Manfredi, Sous-Directeur.